# GP Archives
GP Archives est la filiale du groupe Gaumont qui conserve l'un des plus importants fonds d'archives cinématographiques de France, soit la première banque d'images française illustrant l'histoire des XXe et XXIe siècles.
La société a été fondée sous le nom de Gaumont Pathé Archives, en 2003, à la suite de la fusion des services d'archives des deux plus anciens studios de cinéma du monde, Gaumont et Pathé. Elle a été rebaptisée GP Archives en 2019.

## Catalogue
GP Archives conserve près de 12 000 heures de séquences, dont des actualités de Gaumont, Pathé et Éclair de 1908 à 1979, des archives Sygma et des archives soviétiques récemment acquises du catalogue Arkeion, ainsi que de nombreux documentaires.
GP Archives conserve également les films muets des catalogues combinés de Gaumont et Pathé, qui contiennent plus de 2 000 titres. On y retrouve des films des pères fondateurs du cinéma français, de Léonce Perret et Albert Capellani à Ferdinand Zecca et Louis Feuillade.

## Structure de l'entreprise
GP Archives a été créée le 18 novembre 2003 sous le nom de Gaumont Pathé Archives, issue de la fusion de la Cinémathèque Gaumont et de Pathé Archives. La société, présidée par Martine Offroy, était détenue à 57,5 % par Gaumont et à 42,5 % par Pathé. Le 29 juin 2019, Gaumont a racheté à Pathé la totalité de ses parts dans la joint-venture pour 136 000 €. À la suite de cette opération, Gaumont Pathé Archives a été rebaptisée GP Archives.
La société a pour dirigeante actuelle Sidonie Dumas, directrice générale de Gaumont.